# Ribeiroia
Genre
Ribeiroia est un genre de vers parasites de la classe des trématodes. La forme d'adulte vit dans les intestins de plus de 40 espèces d'oiseaux et de mammifères.

## Cycle de vie
Ses œufs sortent du corps de l'hôte par les excréments, puis se diffusent dans l'eau sous le stade de Miracidium. À ce stade, les miracidium doit coloniser un escargot de la famille des Planorbidae. Ils se répandent ensuite sous stade de cercaires pour coloniser les têtards d'amphibiens. Cela génère des malformations importantes chez les amphibiens adultes,.
On a également montré en laboratoire que ces vers entrainaient une mortalité importante (jusqu'à 60 % des larves). De plus les malformations rendent les amphibiens moins aptes à attraper leurs proies et ils deviennent des proies plus facile. Les hôtes définitifs de ces trématodes, mammifères et oiseaux, sont ainsi contaminés plus facilement.

## Liste des espèces
Plusieurs espèces sont connues :
- Ribeiroia marini aux Caraïbes
- Ribeiroia thomasi
- Ribeiroia ondatrae en Amérique
- Ribeiroia congolensis en Afrique

Selon NCBI (27 févr. 2011) :
- Ribeiroia marini
- Ribeiroia ondatrae

Selon ITIS (27 févr. 2011) :
- Ribeiroia marini
- Ribeiroia thomasi